# San Juan (wyspa)
San Juan to druga pod względem wielkości i najbardziej zaludniona spośród 743 wysp San Juan. Administracyjnie należy, jak wszystkie te wyspy, do hrabstwa San Juan i stanu Waszyngton.
Nazwę nadał wyspie w 1791 hiszpański podróżnik Juan Francisco de Eliza na cześć świętego Jana Chrzciciela (hiszp. San Juan el Bautista). Od jej nazwy swoje miano bierze archipelag San Juan, którego wyspa jest częścią, oraz hrabstwo San Juan.
Największym i jedynym formalnie zorganizowanym osiedlem na wyspie jest Friday Harbor, liczące poniżej 2000 mieszkańców (2000). Poza tym ludność zamieszkuje jeszcze m.in. okolice kurortu nad Zatoką Roche (ang. Roche Harbor). 
Miejscowa ludność utrzymuje się głównie z pracy w instytucjach i usługach miejskich, rolnictwa oraz turystyki. Wielką atrakcją turystyczną wyspy jest narodowy park historyczny, San Juan Island National Historical Park, w którym eksponowane są pozostałości instalacji militarnych z okresu amerykańsko-brytyjskiego konfliktu granicznego z 1859 roku, którego wyspa była przedmiotem tzw. świńskiej wojny.